# Henri Bénévène
Henri Bénévène (Renens, 7 août 1906 - Mort pour la France le 14 avril 1945 à L'Escarène) est un militaire de l'armée française, d'origine suisse, Compagnon de la Libération. Engagé volontaire de la légion étrangère, il sert en Afrique et en Extrême-orient dans les années 1930 puis en Norvège lors des premiers combats de la Seconde Guerre mondiale. Engagé dans les forces françaises libres, il s'illustre en Afrique, au Levant et en Italie avant de prendre part aux combats de libération de la France au cours desquels il est tué en 1945.

## Biographie

### Jeunesse et engagement
Henri Bénévène naît le 7 août 1906 à Renens, dans le canton de Vaud en Suisse. Il s'engage dans la légion étrangère française en janvier 1928 et est affecté au 1er régiment étranger puis au 2e régiment étranger d'infanterie avec lesquels il part au Maroc jusqu'en 1932. Brièvement de retour au 1er RE, il est ensuite muté au 5e régiment étranger d'infanterie et sert au Tonkin pendant deux ans. En 1934, rapatrié pour des raisons sanitaires, il est à nouveau affecté au 1er RE en Afrique du nord. Après avoir été rendu à la vie civile en janvier 1936, il retourne en Suisse mais décide de se réengager en décembre. Encore une fois affecté au 1er RE, il y sert à la compagnie d'instruction de 1937 à 1939.

### Seconde Guerre mondiale
Affecté à la 13e demi-brigade de légion étrangère, Henri Bénévène est engagé dans la campagne de Norvège. Il est blessé deux fois au cours des combats, la première le 4 juin 1940 à Bjervik et la seconde deux jours plus tard pendant la bataille de Narvik. À l'issue de la campagne, lorsque le corps expéditionnaire français commandé par le général Béthouart débarque en Angleterre après être passé brièvement par la France, Bénévène fait partie des hommes qui décident de s'engager dans les forces françaises libres le 1er juillet. Élevé à la distinction de soldat de 1re classe, il participe, toujours avec la 13e DBLE, à l'expédition de Dakar en septembre 1940 puis à la campagne du Gabon. Il prend ensuite part à la campagne d'Érythrée au cours de laquelle il participe à la bataille de Keren le 27 mars 1941 et à celle de Massaoua le 8 avril suivant. Poursuivant son parcours au sein de la demi-brigade de légion, il est de la campagne de Syrie en juin puis en 1942, il participe à la guerre du désert et à la campagne de Tunisie. Fidèle à la 13e DBLE au sein de laquelle il sert au 2e bataillon sous les ordres du commandant Jean Simon, il combat lors de la campagne d'Italie puis participe au débarquement de Provence en août 1944 à la suite duquel il prend part aux combats de libération de la France. Le 14 avril 1945, alors que son unité affronte les dernières troupes ennemies subsistant dans le secteur du massif de l'Authion, Henri Bénévène est tué par balles près du village de L'Escarène. Il est inhumé dans le mausolée de la 1re division française libre érigé dans cette même commune.

## Décorations
|  |  |  |  |  |  |
|  |  |  |  |  |  |
|  |  |  |  |  |  |

| Chevalier de la Légion d'Honneur[Quand ?]                      | Chevalier de la Légion d'Honneur[Quand ?] | Chevalier de la Légion d'Honneur[Quand ?] | Compagnon de la Libération     | Compagnon de la Libération     | Compagnon de la Libération     | Médaille militaire                                            | Médaille militaire                                            | Médaille militaire                                            |
| Croix de guerre 1939-1945                                      | Croix de guerre 1939-1945                 | Croix de guerre 1939-1945                 | Médaille des blessés de guerre | Médaille des blessés de guerre | Médaille des blessés de guerre | Croix du combattant volontaire Avec agrafe "Guerre 1939-1945" | Croix du combattant volontaire Avec agrafe "Guerre 1939-1945" | Croix du combattant volontaire Avec agrafe "Guerre 1939-1945" |
| Médaille coloniale Avec agrafes "Maroc", "Érythrée" et "Libye" |                                           |                                           |                                |                                |                                |                                                               |                                                               |                                                               |